# Осичка
Осичка, Осична — річка в Україні, в Оратівській селищній громаді Вінницької області. Права притока Роськи (басейн Дніпра).

## Опис
Довжина 19 км, похил річки — 3,5 м/км. Формується з багатьох безіменних струмків та водойм. Площа басейну 90,8 км². 

## Розташування
Бере початок на північно-східній стороні від села Гоноратка. Спочатку тече на північний схід, а потім на північний захід і в селі Новоживотів впадає в річку Роську, праву притоку Росі. 
Населені пункти вздовж берегової смуги: Оратівка, Рожична, Осична. 
Річку перетинає автомобільна дорога Р17.
У долині річки розташований гідрологічний заказник місцевого значення «Осична».

## Притоки
Річка без назви - права притока. Бере початок на південному заході від Угарового. Тече переважно на північний захід через Березівку і в Осичній впадає в Осичку за 9 км від її гирла. Довжина річки 5 км. Площа басейну - 26,4 км².

## Галерея

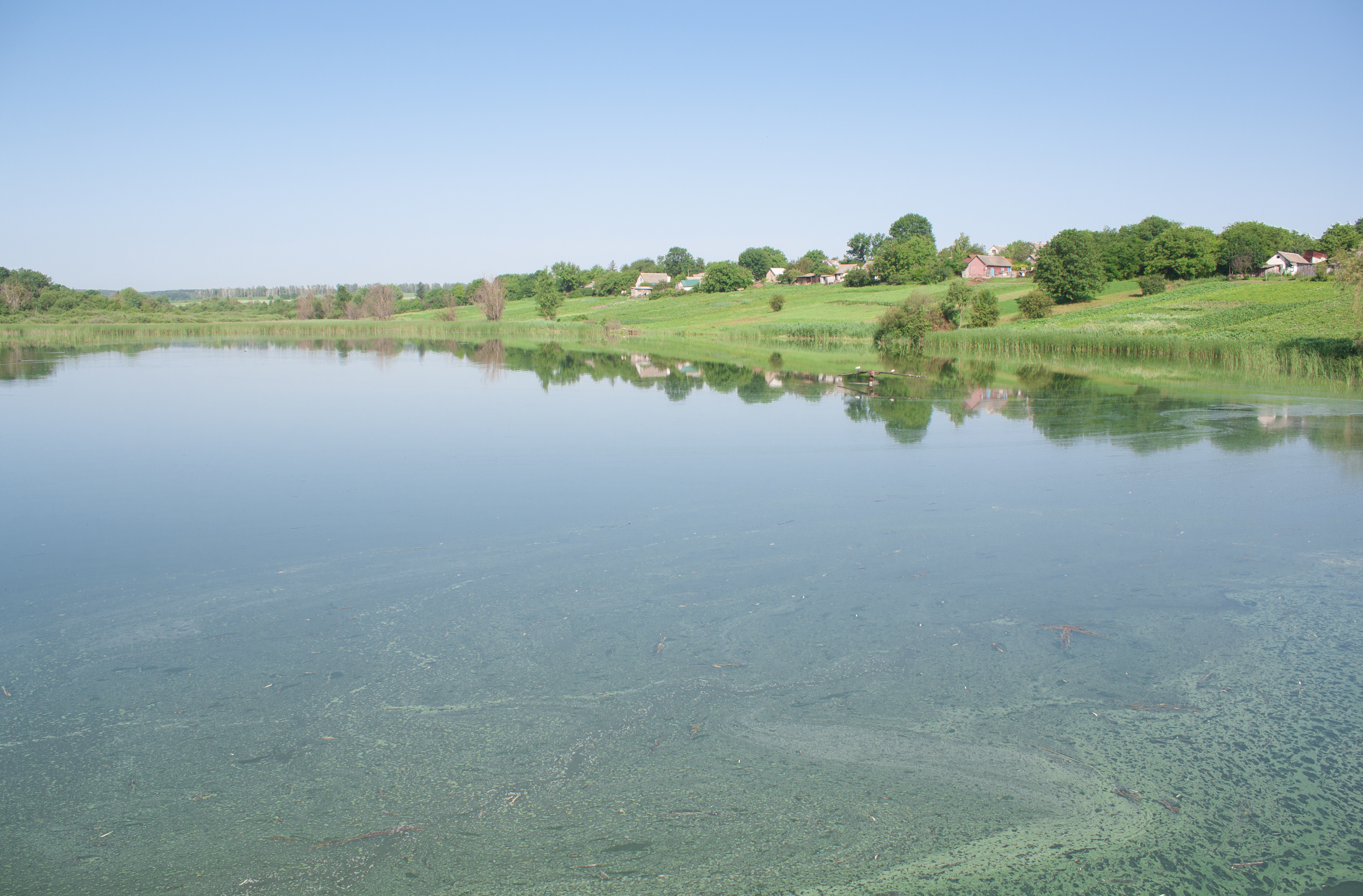
Ставок на річці в селі Рожична
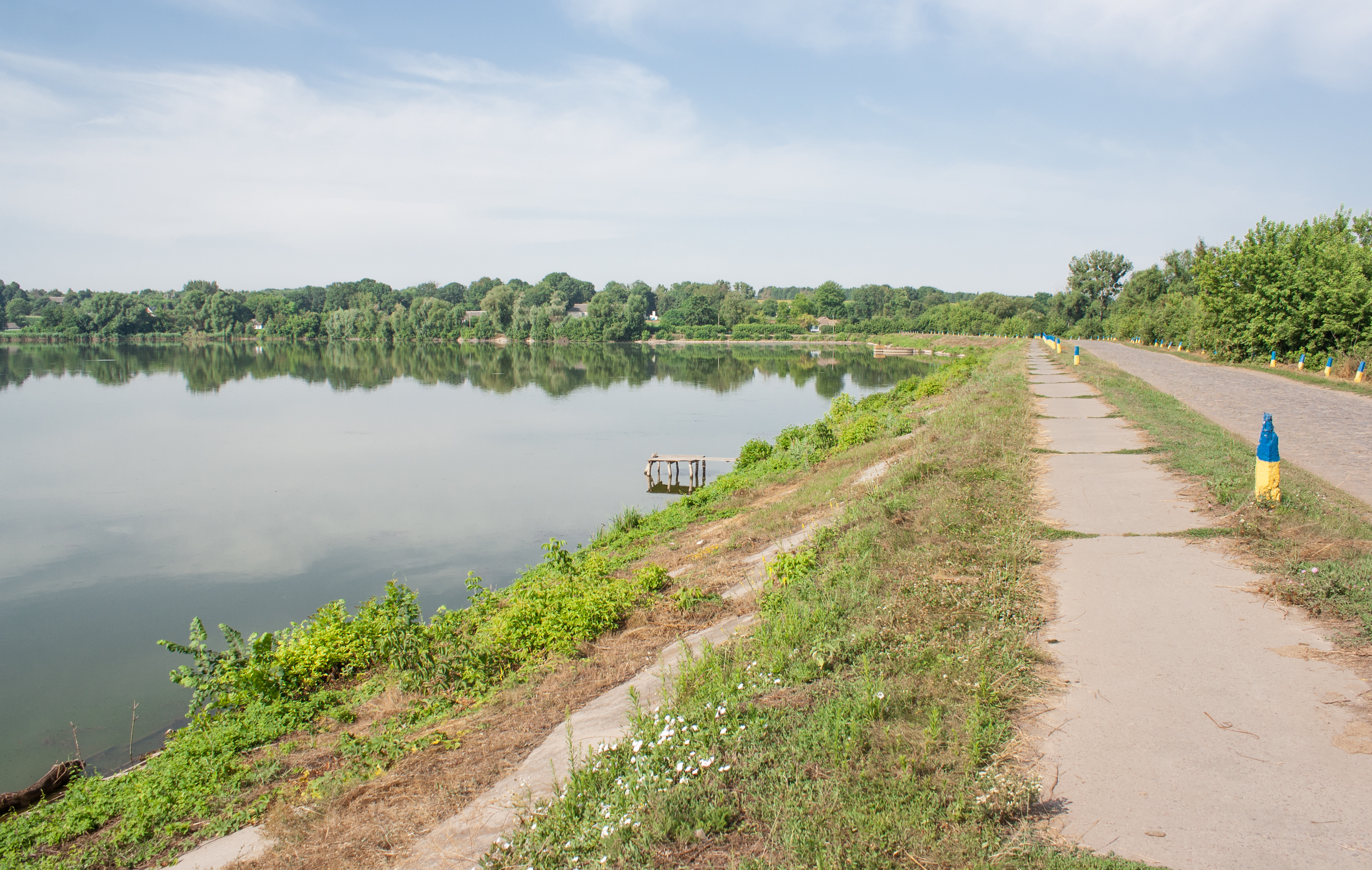
Ставок на річці в селі Осична
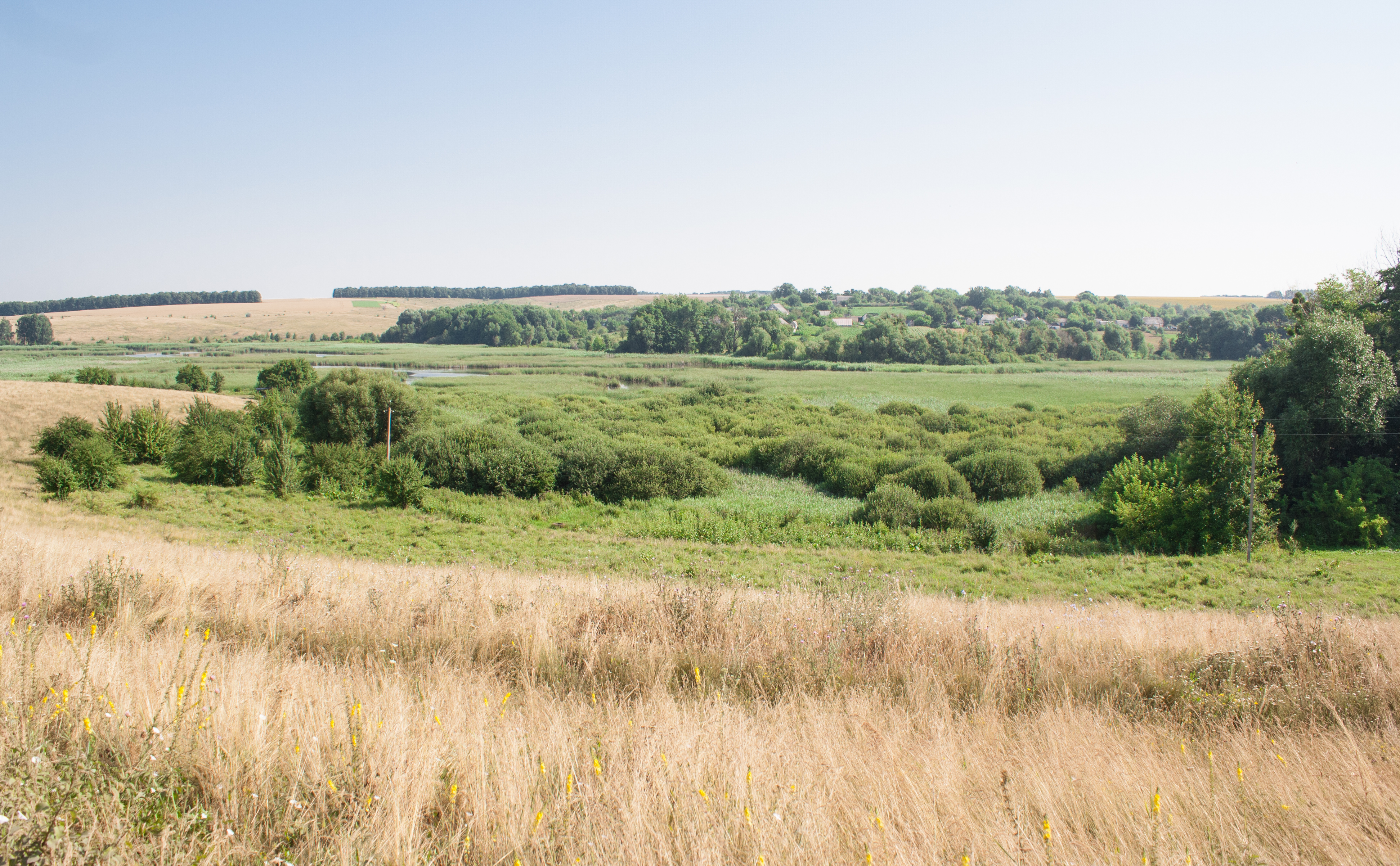
Гідрологічний заказник «Осична»